# مار بوآ لاستیکی
مار بوا لاستیکی (نام علمی: Charina bottae) نام یک گونه از تیره اژدرماران است.